# Bonnefamille
Bonnefamille é uma comuna francesa na região administrativa de Auvérnia-Ródano-Alpes, no departamento de Isère. Estende-se por uma área de 9,43 km². Em 2010 a comuna tinha 1 102 habitantes (densidade: 116,9 hab./km²).